# Chana Rochel Werbermacherová
Chana Rochel Werbermacherová, zvaná též Panna z Ludmiru (1805/1806 Ludmir (Volodymyr-Volonskyj)–1888 Jeruzalém) byla židovská myslitelka, feministka a aktivistka, pocházející z chasidského prostředí.

## Život
Řada fakt z Chanina života je z legendického podání.
Narodila se v bohaté zbožné židovské rodině obchodníka Moneše Verbermachera. Ve věku jejích 15 let jí zemřela matka a u Chany se začaly objevovat mystické vize, s nimiž měla zkušenost již z dětství, a to zejména u matčina hrobu. Dále podle legendy se nazpaměť učila Tóru i Talmud a další texty a modlitby. Poté, co nečekaně zrušila zasnoubení se svou dlouholetou láskou, se začala oblékat tradičně jako židovský muž a dodržovat i náboženská přikázání platná pouze pro muže. Její zrušené zasnoubení dalo pravděpodobně vzniknout přezdívce „Panna z Ludmiru“. Chana se sice později vdala (za rebeho Mordechaje z Černobylu), avšak manželství nebylo konzumováno a po čase rozvedeno.
Již v té době měla několik duchovních následovníků, avšak roku 1860 se rozhodla odejít do Palestiny. Zde byla nadále aktivní, a přitáhla pozornost dokonce i arabských žen. Chana Rochel pobývala většinu času v Jeruzalémě chodila se modlit ke Zdi nářků, ale navštěvovala také město Safed a intenzivně se věnovala studiu kabaly. Snažila se prý přivolat mesiáše a uspíšit jeho příchod. Chana zůstala v Jeruzalémě až do své smrti a byla pohřbena na Olivové hoře.

## Literární ohlas
- SINGER, Isaac Baschevis: Šoša (česky vyd. Argo, 2002)
- DEUTSCH, Nathaniel: The Maiden of Ludmir: A Jewish Holy Woman and Her World (2003)
- WINKLER, Gershon: They Called Her Rebbe: The Maiden of Ludomir (1991)
- ANSKY, S.: Dybuk (divadelní hra, 1914)
- FRANKOWSKI, Jan-Miklas: Panna z Ludmiru – chasydka-rebe i „prawnuk, który nie wierzył w duszę”. Wokół Prawnuka Hanny Krall[4]

## Ohlasy
ulice Chany Rochel z Ludmiru, Jeruzalém